# Goldbach Group
Die Unternehmen der Goldbach Group AG (vormals Goldbach Media AG) vermarkten und vermitteln Werbung auf TV, Radio, Print, Online, Mobile, Aussenwerbung, und Performance Marketing. Die Unternehmensgruppe hat ihren Sitz in Küsnacht bei Zürich, in der Schweiz, und ist in der DACH-Region aktiv. Von Juni 2007 bis 3. Februar 2019 war die Gruppe an der Schweizer Börse SIX kotiert. Seit dem 24. August 2018 ist die Goldbach-Gruppe ein Tochterunternehmen des Medienkonzerns TX Group. Die Gruppe beschäftigte Anfang 2025 rund 500 Mitarbeiter. 

## Geschichte
Die Geschichte der Gruppe begann im Jahr 1983, als der Zürcher Lokalsender Radio Z gegründet wurde. 1989 folgte die Gründung der Medien Z AG für Vermarktung im Radiobereich. 1992 wurde die IPA-Plus (Schweiz) AG gegründet, die unter anderem für die Vermarktung im TV-Bereich (Fernsehwerbung) tätig war. 1993 wurde in der Schweiz zum ersten Mal ein Schweizer Werbefenster auf einem ausländischen Sender (RTL) ausgestrahlt. Die Teilbereiche Fernsehvermarktung durch IPA-Plus und Radiovermarktung durch Medien Z wurden 1995 zur neu gegründeten Marke IP Multimedia (Schweiz) AG fusioniert. Ebenfalls 1995 wurde die Medien Z Holding AG gegründet, welche als Dachgesellschaft von Radio Z und IP Multimedia fungierte.
2001 folgte die Fusion der Medien Z Holding AG mit der im Jahr 2000 gegründeten B2B Media Corp., woraus die Goldbach Media AG zur Vermarktung aller elektronischen, digitalen und mobilen Medien entstand. Im Jahr 2002 entstand nach einer Zusammenführung mehrerer lokaler Gesellschaften der österreichische Ableger Goldbach Media Austria. Der Schweizer Lokalsender Radio Z, der inzwischen Hitradio Z hiess, erfuhr ebenfalls im Jahr 2002 eine 49-prozentige Beteiligung der französischen NRJ Group. In diesem Zusammenhang folgte 2003 eine Umbenennung des Hitradio Z in Energy Zürich und dessen Integration in das Programmkonzept der NRJ Group.
Nach weiterer Expansion in Österreich kam es 2006 zur Gründung des Vermarktungsunternehmens Adlink Österreich, die mit einer 30-prozentigen Beteiligung an Adlink Deutschland ausgestattet wurde. Im Jahr 2007 entschied Goldbach Media AG, sich nur der Werbevermarktung als Kerngeschäft zu widmen und sich aus dem Medien- beziehungsweise Contentgeschäft zurückzuziehen. Dafür übernahm sie Adlink Schweiz und Adlink Österreich zu 100 Prozent und verkaufte im Gegenzug ihre 51-prozentige Beteiligung an Energy Zürich. 2008 folgte die Übernahme der Münchener Arbo Media AG sowie eine Expansion als Online-Vermarkterin in Slowenien, Kroatien und Serbien und 2009 die Übernahme der Arbo-Media-Tochtergesellschaft Arbo Media Polska, woran sich 2010 die Einleitung des Squeeze-out für Arbo Media anschloss.
Seit Oktober 2010 tritt das Unternehmen als Goldbach Group auf.
Ende 2014 trennte sich die Firma von der Zweidrittelmehrheit des Web-TV-Anbieters Wilmaa. Im gleichen Jahr begann eine Zusammenarbeit mit Spotify.
2017 wurde bekannt, dass der Medienkonzern Tamedia und die Goldbach-Konkurrentin Admeira mit Goldbach über deren Übernahme verhandelten. Ende 2017 bekam Tamedia den Zuschlag. Die Wettbewerbskommission genehmigte die Übernahme nach einer vertieften Prüfung am 16. August 2018, am 24. August 2018 erfolgte die Übernahme.
Seit dem 5. November 2018 treten die Goldbach-Unternehmen unter der Dachmarke «Goldbach» auf. Mit Restrukturierung der Tamedia und der Umbenennung in TX Group per Anfang 2020 ist Goldbach die Vermarktungseinheit des TX-Konzerns.
2018 hat Goldbach 52,3 Prozent an Neo Advertising übernommen. Im Dezember 2022 wurde bekannt, dass Clear Channel Schweiz übernommen werden soll. Der Abschluss der Übernahme fand am 31. März 2023 statt.
Goldbach Publishing übernahm im Jahr 2023 die Vermarktung der Werbeflächen des Veloverleihers Publibike.
Per 1. Januar 2024 übernahm Goldbach Media die Vermarktung der Werbefenster in der Schweiz für die zur TF1-Gruppe gehörenden Sender TF1, TMC und TFX. Zuvor war Admeira für diesen Auftrag zuständig.
Im Juli 2024 kam es zu einem CEO-Wechsel. Der langjährige Geschäftsführer Michi Frank übergab die operative Verantwortung der Goldbach Group an Christoph Marty.